# Tommy Tallarico
Thomas "Tommy" Andrew Tallarico (Springfield, 18 de fevereiro de 1968) é um músico e compositor norte-americano de trilhas sonoras para jogos eletrônicos. Ele é conhecido como o co-criador da série Video Games Live de apresentações musicais. Ele era um dos apresentadores dos programas The Electric Playground e Reviews on the Run (antes chamado Judgment Day nos Estados Unidos).

## Primeiros anos
Nascido em Springfield, Massachusetts, Tallarico fez sua estreia na indústria de jogos eletrônicos em 1991 e desde então trabalhou em mais de 250 títulos, incluindo a série Earthworm Jim, Color a Dinosaur, Demolition Racer, Treasures of the Deep, Messiah, MDK, Flip's Twisted World, Wild 9, Unreal, Cool Spot, Spot Goes to Hollywood, Spider-Man, RoboCop Versus The Terminator, Maximo, Pac-Man World, Another World (versão para Mega Drive), Prince of Persia, Tony Hawk's Pro Skater, e Advent Rising. Tallarico já foi premiado pela indústria com mais de 25 prêmios por seu trabalho.

## Carreira
Em 1994 Tallarico fundou o Tommy Tallarico Studios, e em 2002 a Game Audio Network Guild (GANG), tendo sido o presidente deste último. Ele escreveu, apresentou, e co-produziu os programas The Electric Playground e Reviews on the Run (antigo Judgment Day na rede G4), trabalhando ao lado de Victor Lucas em ambos os programas até sair para se concentrar no seu projeto Video Games Live. Ele é integrante dos grupos Game Developers Conference, National Academy of Recording Arts & Sciences (NARAS/Grammy), e um dos líderes da Academy of Interactive Arts & Sciences. Ele lançou um CD com suas músicas, intitulado Virgin Games: Greatest Hits, Vol. 1, em 1994. Um segundo volume foi lançado em 1997. Seu trabalho também pode ser encontrado em álbuns de trilhas sonoras de jogos eletrônicos. Tallarico é o co-criador, produtor executivo, e apresentador do festival Video Games Live.
Em janeiro de 2006, Tallarico anunciou em seu site que Victor Lucas e ele haviam tomado a decisão de se afastar do programa Judgment Day do canal G4 para participar do Reviews on the Run, como é chamado no Canadá. Ele e Lucas também trabalham como correspondentes de jogos no HypaSpace Weekly. Em agosto de 2007, Tallarico já não estava apresentando episódios de The Electric Playground ou Reviews on the Run por estar ocupado com compromissos relacionados ao Video Games Live. Até hoje, ele voltou apenas para mais um episódio de Reviews on the Run, episódio 647, não tendo feito nenhuma outra aparição desde então. Uma entrevista de duas páginas com Tallarico está disponível no Guinness World Records Gamer's Edition 2008 voltada apenas em seu trabalho como compositor e organizador do Video Games Live. Em março de 2009, Tommy Tallarico foi condecorado como embaixador da Game Developers Conference por suas contribuições à indústria.
Tallarico é o co-fundador e atual apresentador do Video Games Live, uma turnê orquestral que apresenta trilhas sonoras de jogos. Na E3 de 2011, o VGL apresentou seu show de número 200.

## Vida pessoal
Tallarico foi criado em Massachusetts antes de se mudar para Califórnia aos 21 anos. Ele trabalhou em uma loja de música em Califórnia por três dias quando foi visto por alguém da recém-criada Virgin Games usando uma camiseta com uma estampa relacionada a jogos eletrônicos. Ele trabalhou como testador, e então foi realocado para o departamento de áudio da empresa. Ele é o primo de Steven Tyler, vocalista e líder da banda Aerosmith. Tallarico tem cidadania dupla como estadunidense e canadense. Em dezembro de 2010, Tallarico anunciou ter se tornado vegano. Em 2012, Tallarico declarou em entrevista nunca ter usado álcool, tabaco, ou qualquer outra droga recreativa em toda sua vida.